# Phreatia palawensis
Phreatia palawensis là một loài thực vật có hoa trong họ Lan. Loài này được (Schltr.) Tuyama miêu tả khoa học đầu tiên năm 1940.